# Miguel Montero (beisbolista)
Miguel Ángel Montero Fernández
(Caracas, 9 de julio de 1983) es un ex receptor venezolano de béisbol profesional que jugó durante 13 temporadas en las Grandes Ligas (MLB) para varios equipos. Jugó para los Navegantes del Magallanes en la LVBP. 
Jugó con los Arizona Diamondbacks entre 2006 y 2014 y los Chicago Cubs entre 2015 y 2017, y los Washington Nationals en 2018.

## Carrera

### Arizona Diamondbacks
Firmado como agente libre en 2001, Montero mostró la capacidad de batear para promedio y poder en las menores, bateando .307 con 43 jonrones en los años 2005 y 2006.
Hizo su debut en Grandes Ligas con los Arizona Diamondbacks el 6 de septiembre de 2006, frente a los Florida Marlins. En el mismo juego, Aníbal Sánchez de los Marlins lanzó un no-hitter. Montero culminaría el año participando en seis juegos, dejando promedio de bateo de .250.
En 2007 y 2008, Montero compartió la posición de receptor con Chris Snyder, bateando .224 con 10 jonrones en 2007 y .255 con cinco jonrones en 2008.
Montero comenzó la temporada 2009 lentamente, bateando sólo tres jonrones con promedio de bateo de .200 en los dos primeros meses. Sin embargo, cuando Chris Snyder fue incluido en la lista de lesionados en junio, el tiempo de juego de Montero aumentó notablemente y finalizó la temporada con promedio de .294, marca personal.
El 25 de junio de 2010, Montero fue el receptor de Edwin Jackson cuando éste lanzó un no-hitter. Finalizó la temporada 2010 con .266 de promedio y nueve jonrones.
En 2011, al batear para promedio de .272 con 10 jonrones y 45 carreras impulsadas, Montero fue seleccionado a su primer Juego de Estrellas. También sacó al 40% de los corredores que intentaron robarle una base, una marca personal.
En julio de 2014 fue nombrado a su segundo Juego de Estrellas, en reemplazo de Yadier Molina.

### Chicago Cubs
Al finalizar la temporada 2014, los Diamondbacks transfirieron a Montero a los Chicago Cubs a cambio de los jugadores de ligas menores Jeferson Mejia y Zack Godley.
El 26 de abril de 2015, Montero conectó el jonrón 100 de su carrera, convirtiéndose en el venezolano 17 en alcanzar dicha cifra en las Grandes Ligas. El 30 de agosto de ese mismo año, fue el receptor de Jake Arrieta en su juego sin hits ni carreras ante Los Angeles Dodgers.
El 15 de octubre de 2016, Montero conectó un grand slam como bateador emergente en el Juego 1 de la Serie de Campeonato de la Liga Nacional ante Los Angeles Dodgers, permitiendo a los Cachorros romper el empate 3-3 y ganar con marcador final de 8-4.
El 2 de noviembre de 2016, entró como reemplazo defensivo en la novena entrada del Juego 7 de la Serie Mundial, y en la décima entrada impulsó la carrera ganadora que permitió a los Cahorros ganar la serie por primera vez en 108 años.

### Toronto Blue Jays
El 3 de julio de 2017, Montero fue transferido a los Azulejos de Toronto a cambio de un jugador a ser nombrado posteriormente o consideraciones en efectivo. Con los Azulejos, registró un bajo promedio de .138 con dos jonrones y ocho impulsadas en 87 turnos al bate.

### Washington Nationals
El 1 de febrero de 2018, Montero firmó un contrato de ligas menores con los Nacionales de Washington, y el 27 de marzo fue incluido en la plantilla de los Nacionales para el Día Inaugural de la temporada 2018.